# Daniel Schulz (Journalist)

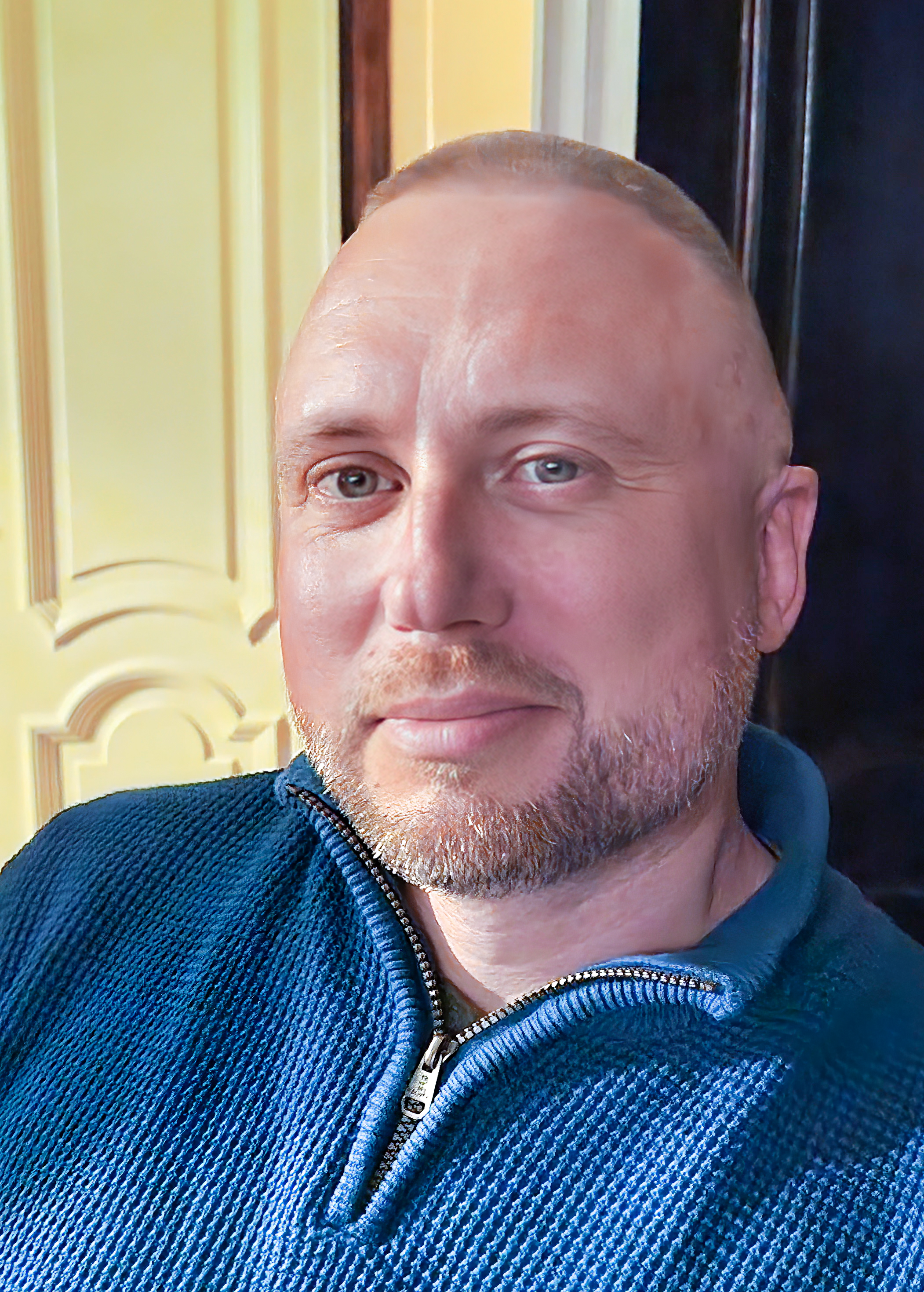
Daniel Schulz, 2022

Daniel Schulz (* 24. Mai 1979 in Potsdam) ist ein deutscher Journalist und Buchautor.

## Leben
Schulz wuchs in einem Dorf im Kreis Nauen, heute Teil des brandenburgischen Landkreises Havelland, auf. Er lebt in Berlin.
Nach Abitur und Zivildienst in einer Großküche des Evangelischen Johannesstifts Berlin studierte Schulz ab 1999 Journalistik und Politikwissenschaft an der Universität Leipzig. Er absolvierte Praktika bei der Märkischen Allgemeinen, der Lokalredaktion Berlin der taz, dem Freien Wort in Ilmenau, der Volksstimme in Magdeburg und dem Stadtmagazin Zitty in Berlin und schließlich das Volontariat bei der taz. In Leipzig war er auch Mitgründer und Chefredakteur der Zeitung student! (heute: Luhze), später ihr Herausgeber. Als studentische Hilfskraft arbeitete er beim Forschungsprojekt „Qualitätssicherung für die Regionalspresse“. 2006 schloss er das Studium als Diplom-Journalist ab.
Anschließend ging Schulz als Redakteur für Extremismus und Datenschutz zur taz, wurde dort 2010 Ressortleiter Gesellschaft und Medien, war ab 2014 im Team zuständig für Titelgeschichten und von 2017 bis Mitte 2022 Co-Leiter des Ressorts Reportage und Recherche. Danach arbeitete er in der taz an Entwicklungsaufgaben.

## Werk
Als Journalist befasst er sich vor allem über soziale Bewegungen, Rechtsextremismus, ostdeutsche Identitäten und über Osteuropa, vor allem die Ukraine. Von 2013 bis 2017 schrieb er monatlich die taz-Kolumne „Der rote Faden“. In einem Team von Redakteurinnen und Redakteuren der taz recherchiert und berichtet er seit vielen Jahren über rechtsterroristische Personen und Gruppen sowie ihre Querverbindungen in und außerhalb von Bundeswehr und Polizei, so über den Fall Franco A., das Hannibal-Netzwerk und den zugehörigen Verein Uniter.
2015 schrieb er über Kinder an einer Schule in der Ostukraine, die ein Theaterstück über das Leben zwischen Krieg und Frieden spielen. Im Anschluss initiierte er die Gründung einer Schülerzeitung und koproduzierte den bei der Berlinale preisgekrönten Langfilm Shkola nomer 3 über die Teenager der Schule. Es folgten weitere Reportagen aus der Ukraine, Georgien und Armenien.
Motiviert durch die Ausschreitungen in Chemnitz, veröffentlichte er 2018 den autobiographisch geprägten Essay Wir waren wie Brüder über das Aufwachsen in der von einer rechtsradikalen Jugendkultur geprägten ostdeutschen Provinz, den später sogenannten Baseballschlägerjahren. Der Text wurde mit dem Reporterpreis und dem Theodor-Wolff-Preis ausgezeichnet. Daraus entstand Schulz' 2022 veröffentlichter Debütroman gleichen Titels, der vielfach rezensiert wurde.

## Zitat
Auf die Frage der Initiative Wir sind der Osten, was er sich für Ostdeutschland wünsche, antwortete Schulz 2021: „Dass die rechte Erzählung vom Ostdeutschen als Avantgarde des reinen, ursprünglichen Deutschen, der noch nicht durch Multikulti verdorben ist, nicht das vorherrschende Narrativ im Osten wird. Anstand. Solidarität mit anderen Minderheiten. Dass Widerstand nicht etwas wird, von dem Ostdeutsche glauben, sie könnten es vor allem rechtsextrem ausdrücken, weil das die Wessis am meisten schockt. Dass wir eine Sprache finden, um die Scham auszudrücken, die Verletzungen, eine Sprache, die aufhört, sich von anderen unpassende Begriffe wie Kolonialisierung zu borgen und damit jene zu verletzen, die noch in einem ganz anderen Maß gelitten haben oder leiden.“

## Veröffentlichungen (Auswahl)
- Die Berichterstattung und ihre Probleme aus Sicht von Printmedien-Journalisten. In: Dieter Rucht, Simon Teune (Hrsg.): Nur Clowns und Chaoten? Die G8-Proteste in Heiligendamm im Spiegel der Massenmedien. Campus, Frankfurt am Main / New York 2008, ISBN 978-3-593-38764-2, S. 169–190.
- Wir waren wie Brüder. Jugendliche in Ostdeutschland. Essay, taz, 1. Oktober 2018. (taz.de) Auch in: Matthias Jügler (Hrsg.): Wir. Gestern. Heute. Hier. Texte zum Wandel unserer politischen Werte. Piper, München 2020, ISBN 978-3-492-07034-8, S. 77–92. Hörfunk-Feature, gesprochen von Robert Gwisdek, 2019.[6] Übersetzung in mehrere Sprachen, darunter ins Englische[7] und Russische.[8]
- Wir waren wie Brüder. Roman. Hanser, Berlin 2022, ISBN 978-3-446-27107-4. Als Hörbuch gesprochen von Tom Gerngroß, audiolino, Hamburg 2022, ISBN 978-3-86737-396-8.
- Ich höre keine Sirenen mehr. Krieg und Alltag in der Ukraine. Sachbuch. Siedler, Berlin 2023, ISBN 978-3-8275-0167-7.
- Nachts gehört mein Leben mir. Hörfunk-Essay für den SWR2, 25. Februar 2024, 57 Minuten, Regie: Tobias Krebs[9]

## Preise und Auszeichnungen
- 2017 (als Koproduzent) Berlinale, Großer Preis der Generation 14plus für Shkola nomer 3 (Schule Nr. 3) von Georg Genoux und Yelizaveta Smith, Ukraine/Deutschland 2016[10]
- 2018 Deutscher Reporterpreis, Bester Essay für Wir waren wie Brüder
- 2018 (mit Christina Schmidt und Martin Kaul) Goldener Igel, Sonderpreis für Recherche, Artikel Akte Heimatschutz
- 2019 Theodor-Wolff-Preis, Rubrik Meinung überregional, für Wir waren wie Brüder
- 2019 (im Team) Der lange Atem, 2. Platz für die Arbeit am Thema „Rechtsextremismus in Bundeswehr und Sicherheitsbehörden: Nordkreuz-Gruppe“[11]
- 2019 (im Team) Team des Jahres, 1. Platz, für die Recherchen zum rechtsradikalen Hannibal-Netzwerk
- 2022 Shortlists von Debütpreis des Harbour Front Literaturfestivals[12] und aspekte-Literaturpreis des ZDF